# Mycena luteopallens
Mycena luteopallens es una especie de hongo basidiomiceto,  de la familia Mycenaceae, perteneciente al género Mycena.

## Características
Esta pequeña seta crece en el este de América del Norte y al centro de México entre los desechos de los nogales y hojarazca. El píleo (sombrero) puede medir hasta 1,5 centímetros de diámetro, es de color amarillo y se asemeja a una campana (cónico), seco y acanalado. El estípite, descrito en algunas publicaciones como tallo puede medir hasta los 6 centímetros y tener un espesor de 1,2 milímetros. No tiene olor y su sabor es suave. Las esporas son de color blanquecinas y miden aproximadamente 10-15 x 5-6µm

## Sinónimos
- Marasmius nucicola (W. McDougall)